# Visperterminen
Visperterminen (walliserdeutsch Täärbinu ['tæːrbinu]) ist eine Munizipalgemeinde und eine Burgergemeinde im Bezirk Visp sowie eine Pfarrgemeinde des Dekanats Visp im Schweizer Kanton Wallis.
Bekannt ist das Bergdorf am Taleingang des vorderen Vispertals für seinen Weisswein Heida (ein Savagnin), der in einem der höchstgelegenen Rebberge Europas wächst.

## Infrastruktur
Die Gemeinde verfügt über zwei Primarschulhäuser, in denen auch der Kindergarten sowie eine Gemeindebibliothek untergebracht ist. Die Orientierungsschule besuchen die Jugendlichen allerdings in Visp.
Die Stiftung „Kinderwelt“ hat alte Scheunen im Dorfkern zu Spielhäusern umgebaut, die jährlich rund 1.200 Kinder anziehen.

## Geschichte
Visperterminen findet sich erstmals im 11. Jahrhundert als Termenum bezeugt. Im 16. Jahrhundert vereinigten sich die Weiler Ob dem grossen Stein, Niederhäusern, Parmili sowie Ober- und Unterstalden zu einer Gemeinde. 1715 wurde diese eine eigene, von Visp losgelöste Pfarrei.
1255 war ein Visperterminer namens Johannes einer der Pächter der damaligen Alpen Rimella und Rotunda, woraus das im heutigen Piemont liegende Walserdorf Rimella hervorging.
Im 19. Jahrhundert war das Wallis strukturschwach und stand fernab von der Industrialisierung in anderen Landesteilen und im Europa ausserhalb der Schweiz. So herrschte in Visperterminen wie in vielen anderen Walliser Dörfern grosse Armut. Als Folge davon wanderte in den 1850er Jahren etwa ein Viertel der Dorfbevölkerung nach Argentinien aus und gründete dort den Ort San Jerónimo Norte. Noch heute pflegen dort manche Bewohner den Visperterminer Dialekt.
Noch um 1990 lebten die «Tärbiner» – so nennen sich die Einwohner von Visperterminen – dem Zyklus der bäuerlichen Arbeit folgend von «Grund bis Grat», sie waren also je nach Jahreszeit zwischen dem Talgrund und den hoch gelegenen Bergweiden unterwegs. Die Spuren dieses Nomadenlebens finden sich überall. Die Landschaft ist geprägt von einer Vielzahl von Pfaden und Wegen, und die Infrastruktur der Siedlungen spiegelt diese Lebensweise wider. Zum Beispiel findet man bis heute in jedem Weiler eine Kapelle, einen «Driel» (Traubenpresse) und eine Brennstube.

## Bevölkerung
| Jahr      | 1798 | 1850 | 1900 | 1950 | 2000 | 2010 | 2020 | 2022 |
| Einwohner | 450  | 511  | 630  | 968  | 1357 | 1373 | 1328 | 1310 |

Die höchstalemannische Ortsmundart wurde von Elisa Wipf (Laut- und Formenlehre) und Fides Zimmermann-Heinzmann (Wörterbuch) beschrieben.

## Kultur und Sehenswürdigkeiten

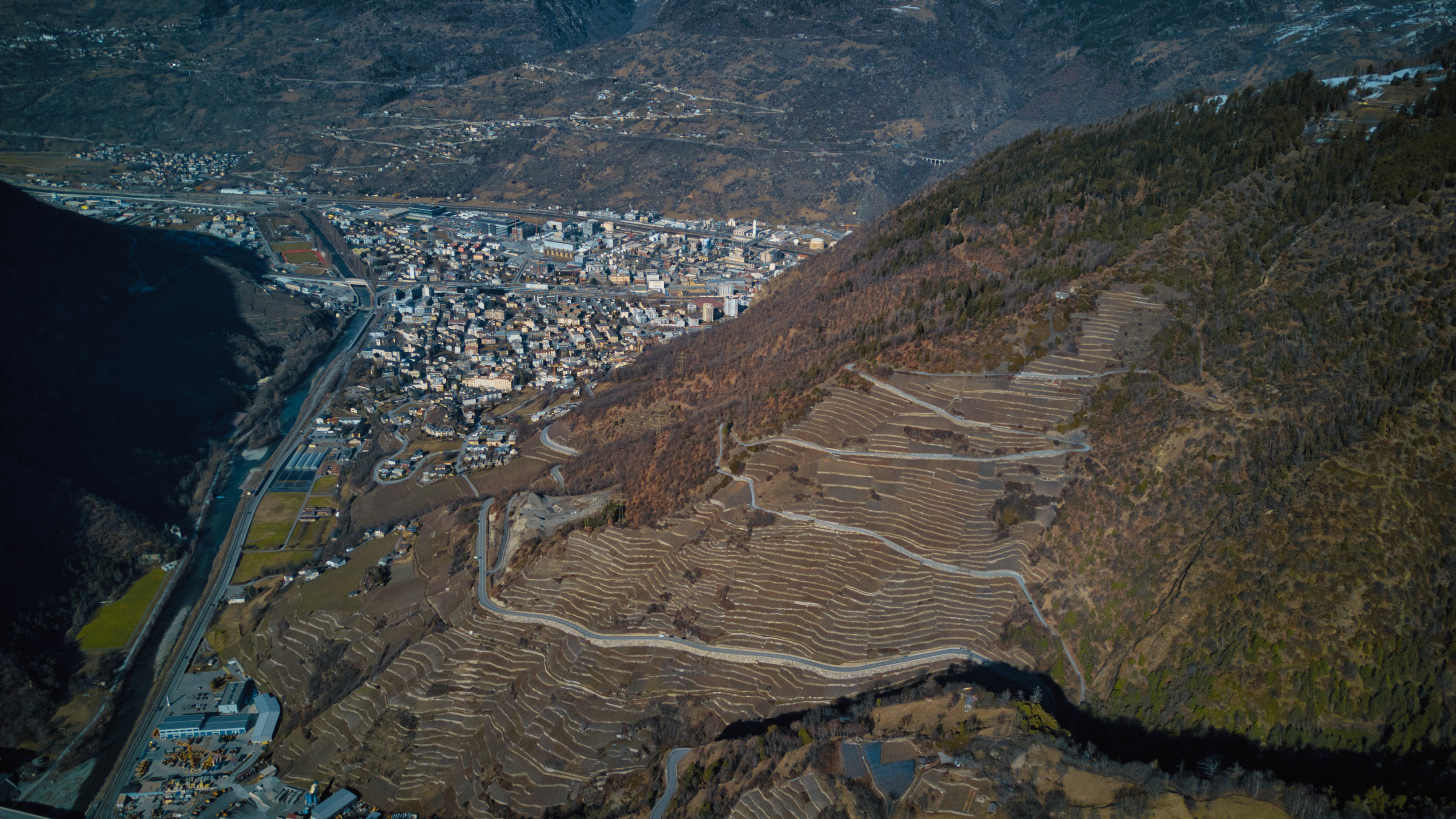
Rebberge von Visperterminen im Winter. Im Hintergrund Visp.

KapellenwegVom Dorf aus ist der Wallfahrtsort Mariä Heimsuchung zu Fuss zu erreichen. Unterwegs befinden sich in regelmässigen Abständen zehn Rosenkranzkapellen. Im Innern der Kapellen wird das Leben Jesu Christi mit mannsgrossen Figuren dargestellt. Am Ziel der Wanderung befindet sich die Waldkapelle Mariä Heimsuchung mit einer historischen Orgel aus dem Jahr 1619. Folgt man dem Weg weiter in Richtung Giw, gelangt man zur St.-Josef-Kapelle.
WohnmuseumDas Museum, genannt egga, zeigt eine Wohnung aus dem Jahr 1701, die noch bis 1985 bewohnt wurde. Das Museum will die Wohnung möglichst in ihrem letzten Zustand und in ihrer früheren Funktionsvielfalt zeigen.
WeineVisperterminen ist vor allem aufgrund seines hochgelegenen Rebberges bekannt, der bis auf eine Höhe von etwa 1090 m. ü. M. reicht. Archäologische Funde belegen, dass bereits die Kelten den Weinbau dort betrieben haben. Die Wasser von Zermatt (Matter Vispa) und Saas-Almagell (Saaser Vispa) treffen sich im nahen Stalden zum gemeinsamen Fluss Vispa. An dessen Ufer wachsen auf 660 Meter die ersten Rebstöcke des bekannten Weinberges. In kurzen Terrassen mit hohen Trockensteinmauern überwindet der Rebberg auf engstem Raum 500 Höhenmeter. Die Südlage des Hanges und die grossen Steinflächen der Mauern machen die «Rieben» bis in den Spätherbst zu einer Wärmekammer. Unter anderem werden folgende Weine produziert: Dôle, Fendant, Johannisberg, Pinot noir und Riesling x Silvaner, aber auch Raritäten wie Heida, Himbertscha, Mennas und Planscher.
Genossenschaft St. Jodern KellereiDie Genossenschaft St. Jodern Kellerei wurde im Jahre 1979 in Visperterminen mit dem Ziel gegründet, eine hohe Qualität des Weins aus dem Vispertal zu garantieren. Die heute über 500 Genossenschafter produzieren jährlich rund 300 000 Liter Wein, den die St. Jodern Kellerei in über 400 000 Flaschen abfüllt. Übrigens ist St. Jodern bzw. der Heilige Theodul der Kirchenpatron der Pfarrkirche Visperterminen des Dekanats Visp.

## Tourismus

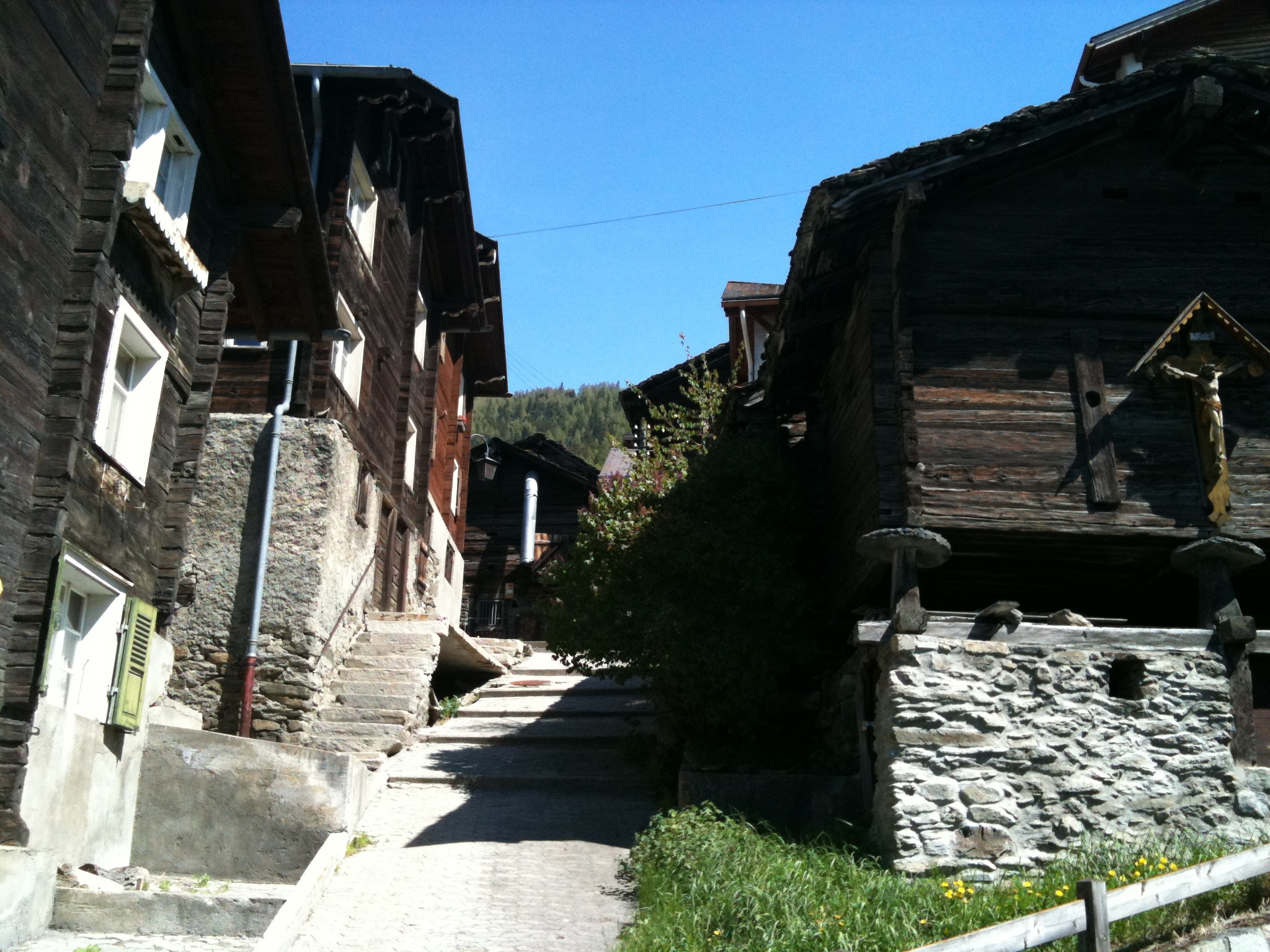
Typische Häuserzeile in Visperterminen

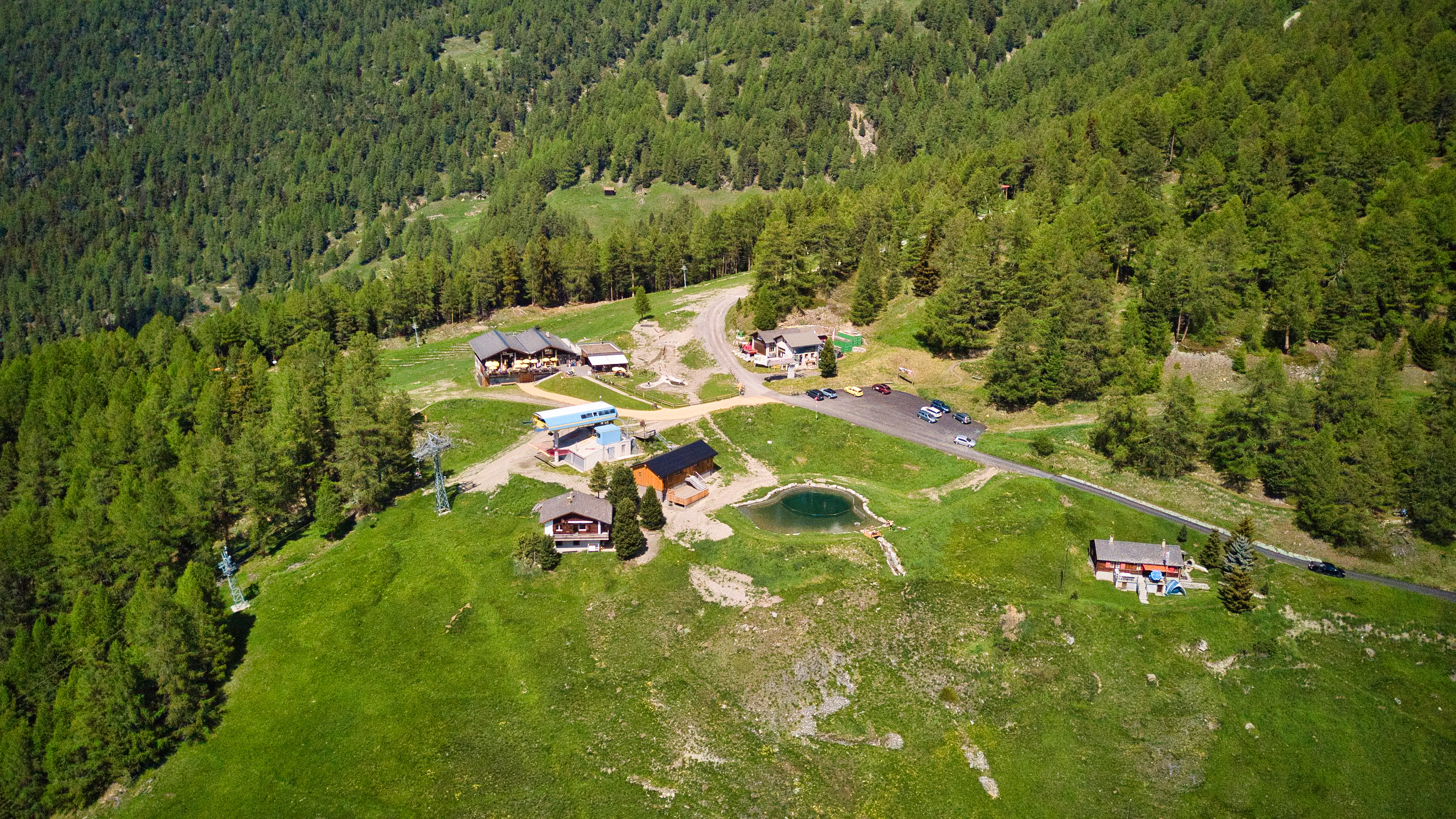
Bergstation Giw auf 1962 m (Sommer 2023)

WintersportgebietDie Bergbahnen der Giw AG in Visperterminen erschliessen ein Berggebiet mit Ausblicken auf die höchsten Berge der Schweiz. Eine Sesselbahn führt vom Dorf durch Nadelwälder hinauf bis ins Skigebiet auf 2000 m ü. M. Das Gebiet ist mit zwei Schleppliften und einem Übungslift erschlossen. Neben der Skipiste gibt es eine Schlittelbahn, die vom Giw zurück ins Dorf führt. Schneeschuhlaufen sowie Ski- und Snowboardschulen werden ebenfalls angeboten.
ReblehrpfadJedes Jahr finden Weinwanderungen mit Degustationen statt. Bei diesen Weinwanderungen werden gleichzeitig auf 17 Informationstafeln auch Informationen über Weine, deren Rebsorten, Erziehungsformen, Anbaumethoden sowie Land und Leute vermittelt.
WanderwegeWanderwege führen nach Gspon oder auf den Gibidum, den Hausberg von Visperterminen.

## Sport und Musikvereine
In Visperterminen sind einige kleine Sportvereine aktiv, darunter ein Handballclub, ein Eishockeyteam sowie der Fussballclub FC Spycher, der 2006 den Meistertitel in der höchsten Spielklasse der Bergdorfmeisterschaft gewann.
In Visperterminen gibt es auch Musikvereine so wie die Musikgesellschaft und der Tambour und Pfeifer Verein Visperterminen.

## Persönlichkeiten
- Ignaz Venetz (1788–1859), Glaziologe und Botaniker
- Leo Stoffel (1910–1992), Grossrat (1937–1973), Grossratspräsident (1956–1957), Nationalrat (1951–1967)
- Josef Zimmermann (1939–2018), römisch-katholischer Geistlicher, Domherr und Generalvikar im Bistum Sitten
- Ralf Kreuzer (* 1983), Skirennfahrer